# Januário de Nápoles e Sicília
Januário de Nápoles e Sicília (do italiano: Gennaro Carlo Francesco di Borbone ou Gennaro Carlo Borbone, ou Januarius Carolus Borbonius) também chamado por Infante de Nápoles) (Nápoles, 12 de abril de 1780 - 1 de janeiro de 1789), foi um italiano príncipe dos reinos de Nápoles e Sicília e, membro da Casa Real de Bourbon.

## Biografia
Membro dos Bourbons de Nápoles, foi um Príncipe de Nápoles e da Sicília de nascimento. Januário Carlos nasceu em 12 de abril 1780, no Palácio Real de Nápoles (Reino de Nápoles), terceiro filho de Fernando IV de Nápoles, Rei das Duas Sicílias (ou Fernando I das Duas Sicílias, o terceiro filho de Carlos III da Espanha e Maria Amália da Saxônia) com a arquiduquesa da Áustria Maria Carolina da Áustria (décima filha de Maria Teresa da Áustria e Francisco I do Sacro Império Romano-Germânico). Recebeu o nome Januário em honra a São Januário, santo padroeiro de Nápoles (santo mártir católico romano e ortodoxo oriental).
Suas irmãs incluíam: a futura Santa Romana Imperatriz Maria Teresa; Luísa Maria, Grã-Duquesa da Toscana; Princesa Maria Cristina, futura esposa de Carlos Félix da Sardenha e Rainha da Sardenha; A gêmea de Maria Cristina, princesa Maria Cristina Amélia (morreu em 1783 de varíola); Maria Amélia, rainha dos franceses, e; a mais nova, a futura princesa das Astúrias, Maria Antônia.
Seus primos incluíam um duque de Parma, Luís; Grão-Duque da Toscana, Fernando III; Imperador do Sacro Império Romano-germânico, Francisco; Rainha de Portugal, Carlota Joaquina; Rei da Espanha, Fernando; uma Duquesa da Calábria, Maria Clementina, a primeira esposa do irmão mais velho, Francisco I das Duas Sicílias.
Ele foi o segundo na linha de Sucessão, atrás do irmão mais velho sobrevivente da varíola, futuro Francisco I das Duas Sicílias, então duque da Calábria. Na idade de três anos, ele passou por uma epidemia de varíola, que matou a irmã mais velha Maria Cristina Amélia (1779-1783) e o irmão mais novo José (1781-1783) em fevereiro de 1783. Mais tarde no mesmo ano, nasce outra irmã, natimorta, chamada Maria Cristina em homenagem à falecida Maria Cristina Amélia.
Em agosto de 1788, nasce outro irmão chamado Carlos Januário (1788-1789). Em dezembro de 1788, Januário Carlos pegou varíola, falecendo em 1 de janeiro de 1789 no Palácio Real de Caserta (Itália). Antes passou a doença para Carlos Januário, que faleceu um mês depois dele. Ambos estão enterrados na Basílica de Santa Clara, em Nápoles.

## Irmãos
A lista completa dos irmãos e irmãs de Januário Carlos em ordem cronológica:
- Maria Teresa (1772-1807), Imperatriz Romano-Germânica, depois imperatriz da Áustria;
- Luísa (1773-1802), consorte de Fernando III, Grão-Duque da Toscana;
- Carlos (1775-1778), duque da Calábria;
- Maria Ana (1775-1780), morreu jovem;
- Francisco I (1777-1830), rei das Duas Sicílias;
- Maria Cristina (1779-1849), consorte do rei Carlos Félix da Sardenha, duque de Saboia;
- Maria Cristina Amélia (1779-1783)
- José (1781-1783)
- Maria Amélia (1782-1866), consorte do rei Luís Filipe I da França, duque d'Orleães;
- Cristina (1783), Natimorta;
- Maria Antônia (1784-1806), consorte de Fernando, Príncipe das Astúrias;
- Maria Clotilde (1786-1792)
- Maria Henriqueta (1787-1792)
- Carlos Januário (1788-1789)
- Leopoldo (1790-1851), príncipe de Salerno;
- Alberto (1792-1798)
- Maria Isabel (1793-1801)

## Genealogia
| Januário de Nápoles e Sicília | Pai:Fernando I das Duas Sicílias             | Avô paterno:Carlos III de Espanha                         | Bisavô paterno:Filipe V de Espanha                         |
| Januário de Nápoles e Sicília | Pai:Fernando I das Duas Sicílias             | Avô paterno:Carlos III de Espanha                         | Bisavó paterna:Isabel Farnésio                             |
| Januário de Nápoles e Sicília | Pai:Fernando I das Duas Sicílias             | Avó paterna:Maria Amália da Saxônia                       | Bisavô paterno:Augusto III da Polônia                      |
| Januário de Nápoles e Sicília | Pai:Fernando I das Duas Sicílias             | Avó paterna:Maria Amália da Saxônia                       | Bisavó paterna:Maria Josefa da Áustria                     |
| Januário de Nápoles e Sicília | Mãe:Maria Carolina Luísa de Habsburgo-Lorena | Avô materno:Francisco I do Sacro Império Romano-Germânico | Bisavô materno:Leopoldo, Duque de Lorena                   |
| Januário de Nápoles e Sicília | Mãe:Maria Carolina Luísa de Habsburgo-Lorena | Avô materno:Francisco I do Sacro Império Romano-Germânico | Bisavó materna:Isabel Carlota de Orleães                   |
| Januário de Nápoles e Sicília | Mãe:Maria Carolina Luísa de Habsburgo-Lorena | Avó materna:Maria Teresa da Áustria                       | Bisavô materno:Carlos VI do Sacro Império Romano-Germânico |
| Januário de Nápoles e Sicília | Mãe:Maria Carolina Luísa de Habsburgo-Lorena | Avó materna:Maria Teresa da Áustria                       | Bisavó materna:Isabel Cristina de Brunsvique-Volfembutel   |